# 58. вечити дерби у фудбалу
58. вечити дерби у фудбалу је фудбалска утакмица одиграна у Београду 28. марта 1976. године, између Црвене звезде и Партизана. Утакмица се завршила резултатом 4 : 1 (3 : 0) за Црвену звезду.